# تپولوژی سالن-کی
توپولوژی سالِن-کِی یک توپولوژی فیلتر الکترونیکی است که برای پیاده‌سازی فیلترهای فعال مرتبه دوم استفاده می‌شود که به دلیل سادگی آن بسیار ارزشمند است. این یک شکل انحطاط از توپولوژی فیلتر ولتاژ-منبع کنترل‌شده با ولتاژ (VCVS) است.

## توضیح عملکرد
یک فیلتر VCVS از یک تقویت کننده ولتاژ با امپدانس ورودی عملاً نامتناهی و  امپدانس خروجی صفر برای پیاده‌کردن یک پاسخ پایین‌گذر، بالاگذر، میان‌گذر، میان‌نگذر، یا پاسخ تمام‌گذر دو-قطبی استفاده می‌کند. فیلتر VCVS امکان استفاده از ضریب Q بالا و افزایش باندگذر را بدون استفاده از سلف فراهم می‌کند. فیلتر VCVS از مزیت ناوابستگی نیز برخوردار است: فیلترهای VCVS بدون ایجاد مراحل تأثیرگذاری بر یکدیگر، می‌توانند پشت سر هم بسته شوند. یک فیلتر سالن-کی تغییر در فیلتر VCVS که از یک تقویت کننده با بهره ولتاژ واحد استفاده می‌کند، است (یعنی تقویت‌کننده بافر خالص). در سال ۱۹۵۵ توسط  پی‌آر سالن و  ایی‌ال کی از آزمایشگاه لینکلن ام‌آی‌تی معرفی شد.

## توپولوژی سالن-کی عمومی

شکل ۱: توپولوژی فیلتر سالن-کی عمومی

توپولوژی فیلتر سالن-کی عمومی بهره-واحد که با یک تقویت‌کننده عملیاتی برای دستیابی به بهره-واحد اجرا شده، در شکل ۱ نشان داده شده‌است. تجزیه و تحلیل زیر بر اساس این فرض است که تقویت کننده عملیاتی ایدئال است.

از آنجا که تقویت‌کننده عملیاتی (OA) در یک پیکربندی منفی بازخورد است، ورودی {\displaystyle v_{+}} و {\displaystyle v_{-}}  باید (به عنوان مثال،{\displaystyle v_{+}=v_{-}}{\displaystyle v_{+}=v_{-}}) مطابق باشد. با این حال، ورودی معکوس {\displaystyle v_{-}} مستقیماً به خروجی {\displaystyle v_{out}} وصل می‌شود، و به همین ترتیب 

| {\displaystyle v_{+}=v_{-}=v_{\text{out}}.} | \| \| \| \| \| \| \| \| | (۱) |
|                                             |                         |     |
|                                             |                         |     |
 طبق قانون‌های جریان کیرشهف (KCL) که در گره v x اعمال شده‌است، 

| {\displaystyle {\frac {v_{\text{in}}-v_{x}}{Z_{1}}}={\frac {v_{x}-v_{\text{out}}}{Z_{3}}}+{\frac {v_{x}-v_{-}}{Z_{2}}}.} | \| \| \| \| \| \| \| \| | (2) |
| |                         |     |
| |                         |     |
{\displaystyle {\frac {v_{\text{in}}-v_{x}}{Z_{1}}}={\frac {v_{x}-v_{\text{out}}}{Z_{3}}}+{\frac {v_{x}-v_{-}}{Z_{2}}}.}
با ترکیب معادلات (۱) و (۲)،
{\displaystyle {\frac {v_{\text{in}}-v_{x}}{Z_{1}}}={\frac {v_{x}-v_{\text{out}}}{Z_{3}}}+{\frac {v_{x}-v_{\text{out}}}{Z_{2}}}.}
بکاربردن معادله (۱) و KCL در ورودی غیر معکوس {\displaystyle v_{+}} تقویت‌کننده عملیاتی، می‌دهد
{\displaystyle {\frac {v_{x}-v_{\text{out}}}{Z_{2}}}={\frac {v_{\text{out}}}{Z_{4}}},}

این بدان معنی است 

| {\displaystyle v_{x}=v_{\text{out}}\left({\frac {Z_{2}}{Z_{4}}}+1\right).} | \| \| \| \| \| \| \| \| | (۳) |
|                                                                            |                         |     |
|                                                                            |                         |     |
 ترکیب معادلات (۲) و (۳) می‌دهد 

| {\displaystyle {\frac {v_{\text{in}}-v_{\text{out}}\left({\frac {Z_{2}}{Z_{4}}}+1\right)}{Z_{1}}}={\frac {v_{\text{out}}\left({\frac {Z_{2}}{Z_{4}}}+1\right)-v_{\text{out}}}{Z_{3}}}+{\frac {v_{\text{out}}\left({\frac {Z_{2}}{Z_{4}}}+1\right)-v_{\text{out}}}{Z_{2}}}.} | \| \| \| \| \| \| \| \| | (۴) |
| |                         |     |
| |                         |     |
 بازنویسی معادله (۴) تابع انتقال را می‌دهد 

| {\displaystyle {\frac {v_{\text{out}}}{v_{\text{in}}}}={\frac {Z_{3}Z_{4}}{Z_{1}Z_{2}+Z_{3}(Z_{1}+Z_{2})+Z_{3}Z_{4}}},} | \| \| \| \| \| \| \| \| | (۵) |
| |                         |     |
| |                         |     |
 که به‌طور معمول یک سیستم خطی تغییرناپذیر با زمان (LTI) مرتبه دوم را توصیف می‌کند. 

## کاربرد: فیلتر پایین‌گذر

شکل 2: یک فیلتر پایین‌گذر با بهره واحد پیاده‌سازی شده با توپولوژی سالن-کی

شکل 3: یک فیلتر پایین‌گذر پیاده‌سازی شده با توپولوژی سالن کی، با f_{0} = 15.9 kHz و Q = 0.5

## کاربرد فیلتر بالاگذر

شکل 4: یک فیلتر سالن-کی بالاگذر با f_{0} = 72 Hz و Q = 0.5

## کاربرد فیلتر میان‌گذر

شکل 5: یک فیلتر میان‌گذر ایجاد شده با توپولوژی VCVS